# The Secret Code (film 1918)
The Secret Code è un film muto del 1918 diretto da Albert Parker.

## Trama
Scapolo d'oro da lunga data, il senatore John Calhoun Rand sposa Sally Carter, una ragazza di provincia molto più giovane di lui, provocando i pettegolezzi della buona società di Washington. A causa dello scoppio della guerra tra Stati Uniti e Germania, ben presto il novello sposo viene completamente assorbito dal suo lavoro. Lola Walling, una signora molto in vista della capitale, è in realtà un'agente del Kaiser: reputata donna di tutta fiducia da Rand, il senatore non ha segreti per lei. Lola, accortasi che il giovane barone russo de Vorjeck è infatuato di Sally, incoraggia la loro amicizia e, quando Rand, incaricato dal governo, si mette a indagare sulle attività spionistiche a Washington, gli fa balenare l'idea che la moglie passi informazioni riservate ai tedeschi attraverso l'attaché russo. Harrow, un agente dei servizi segreti, scoprirà però chi è la vera colpevole di quella fuga di notizie e Rand, pentito dei suoi ingiusti sospetti, tornerà con la coda tra le gambe dalla moglie. Ma lei gli risolleva il morale rivelandogli che tutti i suoi lavori a maglia e all'uncinetto in cui si era ultimamente dilettata erano per preparare il corredino del loro primo figlio.

## Produzione
Il film fu prodotto dalla Triangle Film Corporation.

## Distribuzione
Distribuito dalla Triangle Distributing, il film - conosciuto anche come Secret Code. - uscì nelle sale cinematografiche statunitensi l'8 settembre 1918. In Francia, prese il titolo Le Secret des mailles, distribuito il 12 novembre 1920.
Nel 1924, ne venne fatta una riedizione distribuita negli Stati Uniti dalla Tri-Stone Pictures. Il 1º febbraio 1926, il film uscì nuovamente anche nel Regno Unito, distribuito dalla Pioneer Film Agency.
Non si conoscono copie ancora esistenti della pellicola che viene considerata presumibilmente perduta.